# Regensburgs stift
Regensburgs stift (latin: Dioecesis Ratisbonensis, tyska: Bistum Regensburg) är ett av tjugo katolska stift i Tyskland. Det tillhör München och Freisings kyrkoprovins. Biskop är Rudolf Voderholzer.